# 屏山龍氏山莊
屏山龍氏山莊位於四川省宜賓市屏山縣，文物遺址年代判定為清代。2007年6月1日公佈為四川省第七批文物保護單位，2019年10月7日公布为第八批全国重点文物保护单位。